# Harold Lichtenberger

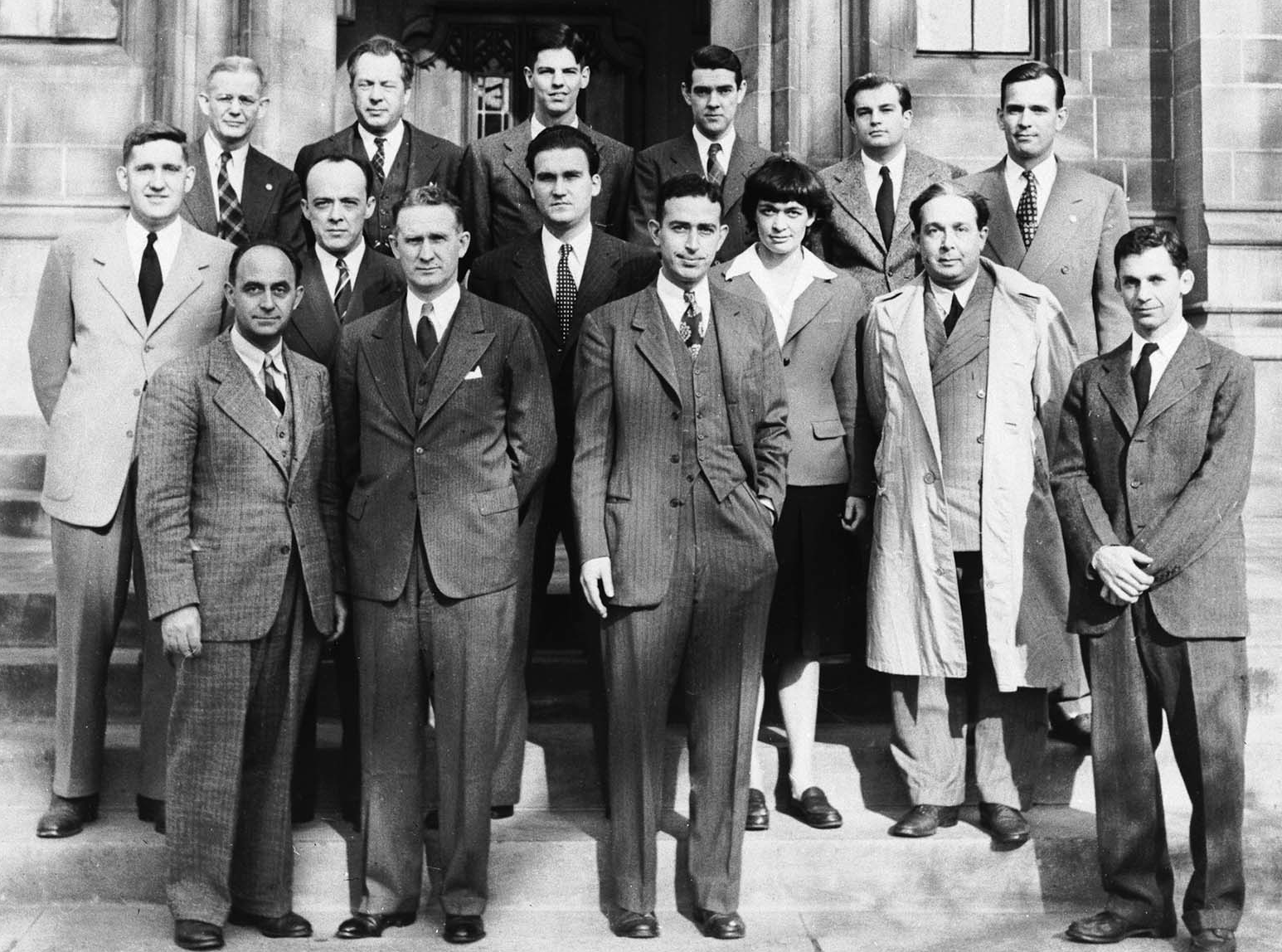
Das Team vom Chicago Pile 1946, Lichtenberger ist der dritte von links in der mittleren Reihe

Harold V. Lichtenberger (* 22. April 1920 in Decatur, Illinois; † 7. Dezember 1993 in West Simsbury, Hartford (Connecticut)) war ein US-amerikanischer Physiker, der am Bau des ersten Kernreaktors (Chicago Pile) beteiligt war.

## Leben
Lichtenberger besuchte die Millikin University in Illinois mit dem Bachelor-Abschluss 1942. Beim Bau des ersten Reaktors CP-1 war er Teil eines Himmelfahrtskommandos (Liquid control squad, mit W. Nyer, Alvin C. Graves), das Flaschen mit Cadmium-Lösung als Neutronen-Absorber über dem Reaktor ausschütten sollte, falls die Steuerstäbe versagten.
Lichtenberger entwarf und testete mit Albert Wattenberg den ersten Schwerwasserreaktor (CP-3) und führte mit Walter Zinn eine Reihe weiterer Reaktorexperimente am Argonne National Laboratory durch, unter anderem den ersten Brutreaktor EBR-1  und den Siedewasserreaktor Borax III, der erste Reaktor, der 1955 eine ganze Stadt (Arco in Indiana mit 500 kW) mit elektrischem Strom versorgte. Er wurde Direktor der Idaho Division des Metallurgical Laboratory und Argonne National Laboratory, wo neue Reaktoren getestet wurden.
1954 wurden auf dem Testgelände in Idaho unter Leitung von Lichtenberger auch Versuchsreaktoren durch Manipulation der Steuerstäbe systematisch überkritisch und zur Explosion gebracht.